# Bucewicze
Bucewicze (biał. Буцэвічы, ros. Буцевичи) – wieś na Białorusi, w obwodzie mińskim, w rejonie mińskim, w sielsowiecie Józefowo.
Dawniej wieś i dwór. W czasach Rzeczypospolitej ziemie te leżały w województwie mińskim. Odpadły od Polski w wyniku II rozbioru. W granicach Rosji wieś należała do ujezdu mińskiego w guberni mińskiej. 
Do 1863 dziedzictwo Łapickich. Ostatnim właścicielem Bucewicz z tego rodu był znany publicysta Julian Łapicki, któremu w ramach represji popowstaniowych rząd carski skonfiskował dobra.
Ponownie pod polską administracją w latach 1919–1920 w okręgu mińskim Zarządu Cywilnego Ziem Wschodnich.